# Pardosa cayennensis
Pardosa cayennensis este o specie de păianjeni din genul Pardosa, familia Lycosidae. A fost descrisă pentru prima dată de Taczanowski, 1874.
Este endemică în French Guiana. Conform Catalogue of Life specia Pardosa cayennensis nu are subspecii cunoscute.